# Gauneři
Gauneři (anglicky: Reservoir Dogs) je americký krimi neo-noir film a první film režiséra Quentina Tarantina. Odehrává se v Los Angeles.

## Děj filmu
Joe Cabot měl geniální plán. Najme si skupinku lupičů, kterým důvěřuje a plánuje s nimi do puntíku propracovanou loupež - krycí jméno má každý z nich podle barvy. Stane se však to, s čím nikdo nepočítal. Policie na místo dorazila s předstihem a celou akci zhatila. Několik lupičů zemřelo, dalším se podařilo uprchnout. Děj filmu se prakticky celý odehrává v garáži. Pan Oranžový utrpěl při střetu těžké zranění, ujme se ho pan Bílý, který ho nechce nechat za žádnou cenu zemřít. Časem na místo dorazí pan Růžový, který se snaží celou věc rozluštit - shodnou se na tom, že je někdo z nich musel podvést, mají mezi sebou policistu.
Nakonec se dozvíme že policistou je skutečně pan Oranžový. Nakonec Joe Cabot dorazí a prohlásí že "krysa" je pan Oranžový, pan Bílý se ho zastane, a po dramatickém duelu je mrtvý Joe, a jeho syn Eddie. Pan Bílý je střelen a pan Oranžový podruhé. Jediný nezraněný je pan Růžový, který uteče s diamanty, ale je pravděpodobně zatčen či zastřelen. Pan Oranžový přizná panu Bílému, že je policista. Policie vběhne do garáže a pan Bílý střelí pana Oranžového do hlavy, vzápětí policisté zastřelí pana Bílého.

## Obsazení
- Tim Roth jako pan Oranžový
- Michael Madsen jako pan Světlý
- Eddie Bunker jako pan Modrý
- Steve Buscemi jako pan Růžový
- Harvey Keitel jako pan Bílý
- Lawrence Tierney jako Joe Cabot
- Chris Penn jako Eddie Cabot
- Quentin Tarantino jako pan Hnědý
- Kirk Baltz jako Marvin Nash
- Steven Wright jako DJ

## Produkce
Původně chtěl Tarantino natočit film se svými kamarády na 16mm formátu jen s 50 000 US$, ale do produkce se zapojil Harvey Keitel a dokázal zvednout částku na 1,3 milionu.

## Hudba
Ve filmu se nacházejí písně od evropských skupin jako například George Baker Selection, Blue Swede, Stealers Wheel či od amerického písničkáře Harryho Nilssona. Tarantino se později vyjádřil, že o složení originální hudby k filmu jednal s Johnem Calem, který podle jeho slov udělal skvělou práci na filmu Caged Heat. Cale se však poté, co zhlédl části připravovaného snímku, vyjádřil, že kvůli již tak silným dialogům nemá význam doplňovat film hudbou.